# FONPLATA
FONPLATA - Banco de Desarrollo, anteriormente conocido como Fondo Financiero para el Desarrollo de los Países de la Cuenca del Plata , es un banco de desarrollo subregional conformado por Argentina, Bolivia, Brasil, Paraguay y Uruguay, con sede en la ciudad de Santa Cruz de la Sierra.

## Historia
Constituido en 1974 por la IV Reunión de Cancilleres de la Cuenca del Plata, FONPLATA comenzó a operar en 1977, siendo su primera sede la ciudad de Sucre, en Bolivia, trasladándose a la ciudad de Santa Cruz de la Sierra, en el mismo país, en 2002.
Su propósito es colaborar con la integración de los países miembros a través del financiamiento de proyectos de dimensión mediana y pequeña, a ser ejecutados en espacios geográficos delimitados, priorizando aquellos a llevarse a cabo en áreas fronterizas y que complementen los esfuerzos desarrollados por las instituciones nacionales y por otras agencias internacionales de cooperación. Además del apoyo a través del otorgamiento de créditos, FONPLATA brinda financiamiento no reembolsable por medio de operaciones de cooperación técnica.
Institucionalmente, FONPLATA cuenta con una Asamblea de Gobernadores, uno por cada país miembro, un Directorio Ejecutivo, también uno por cada país miembro, y un Presidente Ejecutivo, elegido por la Asamblea de Gobernadores, que ejerce la dirección general y la administración del organismo. El actual Presidente Ejecutivo es el uruguayo Juan Enrique Notaro.
Desde el 27 de septiembre de 2016 FONPLATA cuenta con una calificación de riesgo crediticio por Standard and Poor's de A- con perspectiva estable y de A2 por parte de Moody's.
En noviembre de 2018, se consolidó bajo el nombre de FONPLATA - Banco de Desarrollo mediante la modificación del Convenio Constitutivo para establecer alianzas estratégicas con nuevos países miembros, así como con otras agencias y bancos multilaterales de crédito que compartan sus valores institucionales y objetivos de desarrollo por la región.

## Proyectos
La mayoría de los proyectos que FONPLATA ha apoyado refieren al mejoramiento de infraestructura —privilegiando la conectividad intra e interregional y de desarrollo urbanístico y ambiental. Empero, FONPLATA también ha apoyado proyectos de desarrollo productivo y de desarrollo cultural consistentes con su misión de mitigar las asimetrías económicas y sociales.
FONPLATA también desarrolla políticas de responsabilidad social corporativa. En ese marco, ha apoyado al Festival Internacional de Música Renacentista y Barroca Americana y al Festival Internacional de Teatro “Santa Cruz de la Sierra”, ambos organizados por la Asociación Pro Arte y Cultura (APAC) de Bolivia, y ha participado con una muestra propia en el Festival Internacional de Cine de Santa Cruz FENAVID.